# ماريان ويبر
ماريان ويبر (بالألمانية: Marianne Weber)‏ هي مجدفة ألمانية، ولدت في 22 يناير 1956 في إسلينغن آم نيكار في ألمانيا.

## وصلات خارجية
- ماريان ويبر على موقع الاتحاد الدولي للتجديف (الإنجليزية)
- ماريان ويبر على موقع اللجنة الأولمبية الدولية (الإنجليزية)
- ماريان ويبر على موقع أوليمبيديا (الإنجليزية)